# Polysphincta purcelli
Polysphincta purcelli är en stekelart som beskrevs av Ian D. Gauld 1991. Polysphincta purcelli ingår i släktet Polysphincta och familjen brokparasitsteklar. Inga underarter finns listade i Catalogue of Life.